# Kasteel De Schans

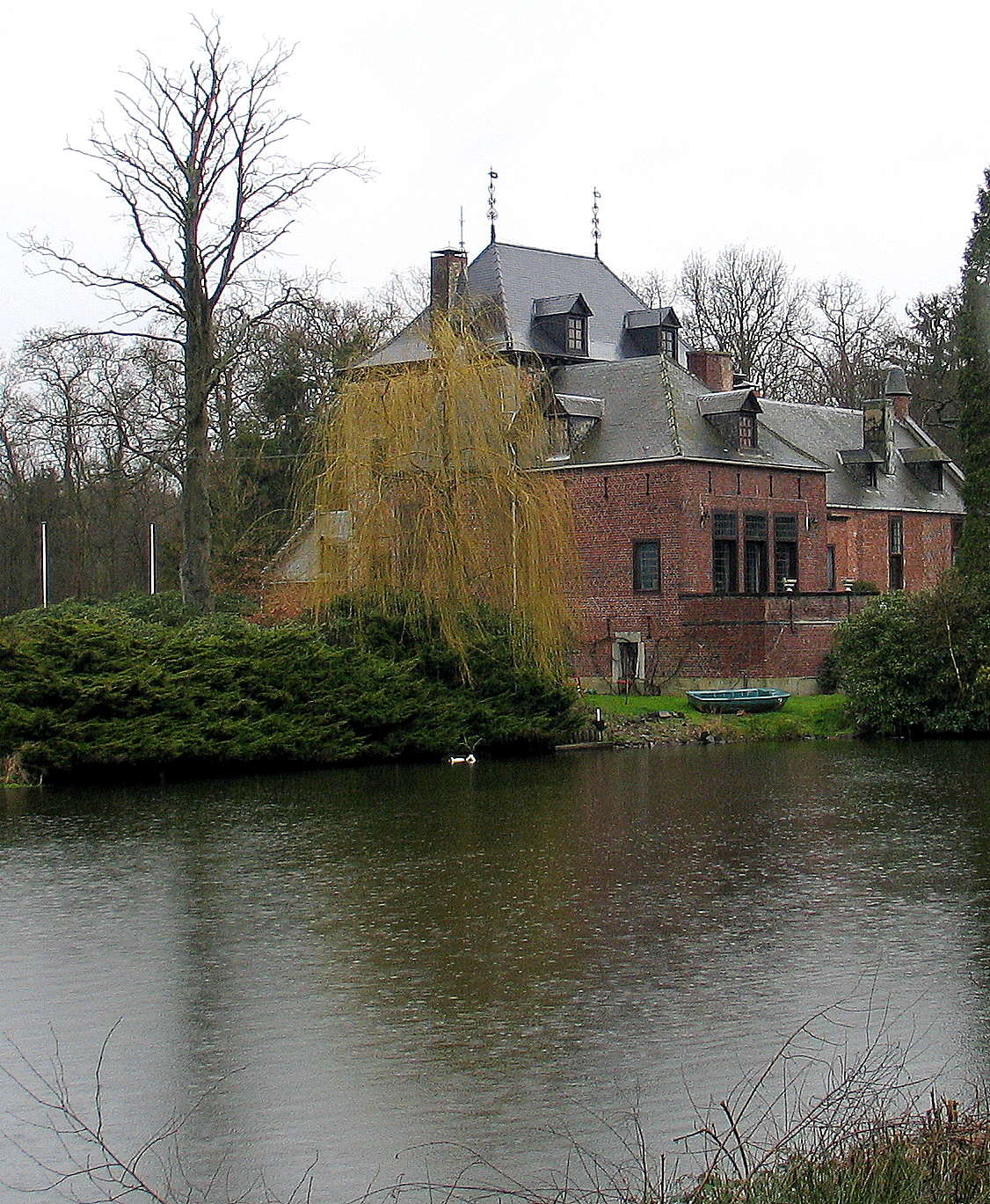
Kasteel de Schans

Kasteel De Schans of kasteel Schanshof is een kasteel in de Belgische deelgemeente Opoeteren, nabij het gehucht Dorne.
De vermoedelijke bouwdatum van het huidige kasteel is terug te vinden in een bouwsteen in een gevel die het jaar 1667 vermeldt.
De familie de Selys (of de Selijs), eerste eigenaar van het kasteel, verbleef er tot 1840. Michael de Selys, burgemeester van Luik en inwoner van Opoeteren was de bouwheer. Hij was tegelijkertijd heer van de heerlijkheid Opoeteren die hij in 1619 van de prins-bisschop Ferdinand van Beieren in pand had gekregen.
De naam van het kasteel heeft betrekking op de Dornerschans, een in 1636 reeds bestaande schans, waarop de bevolking van het nabijgelegen Dorne zich in tijden van gevaar kon terugtrekken. Op het terrein van deze schans werd het kasteeltje gebouwd.
Sinds 1994 is er op het domein een gelijknamig cursuscentrum gevestigd dat cursussen, opleidingen, trainingen op het gebied van persoonlijke ontwikkeling aanbiedt.

## Externe bron
- Dornerschans
- Onroerend erfgoed